# Morte di un avaro

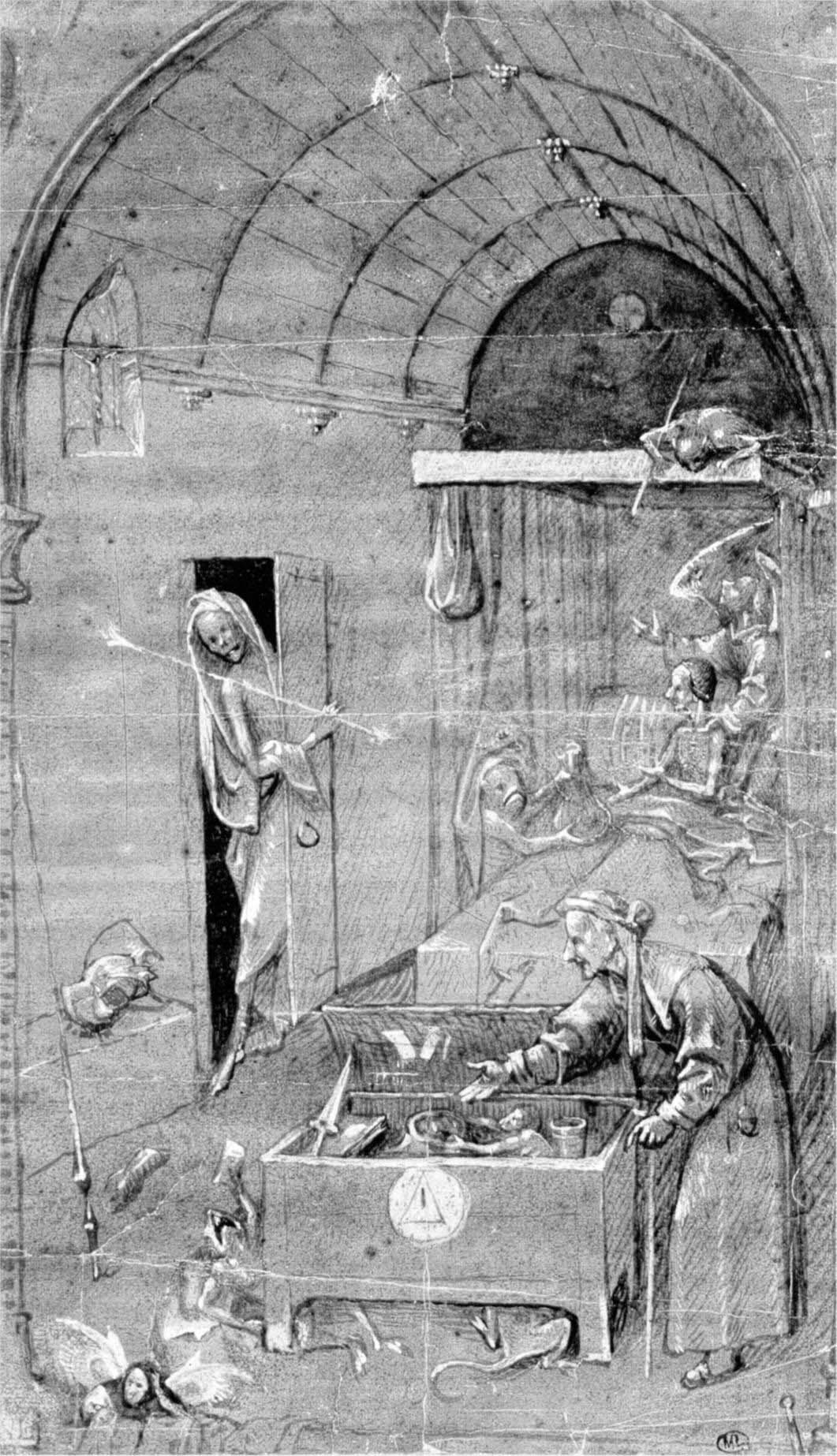
Il disegno del Louvre

La Morte di un avaro è un dipinto a olio su tavola (92,6x30,8 cm) di Hieronymus Bosch, databile al 1494 circa e conservato nella National Gallery of Art di Washington.

## Storia
Nel 1972 lo studioso Filedt Kok aveva ipotizzato, basandosi sulle straordinarie somiglianze nel disegno, che quattro opere di Bosch potessero far parte di un unico insieme: il Venditore ambulante, l'Allegoria dei piaceri, la Nave dei folli e la Morte di un avaro. L'ipotesi non riscosse successo, anche perché il primo pannello veniva datato a una fase più tarda degli altri, quella finale, per la presenza della figura monumentale in primo piano.
L'analisi dendrocronologica ha invece confermato, tempo dopo, che si trattava di una supposizione corretta, rilevando come il legno delle quattro opere fosse compatibile con un unico insieme, databile al 1494 circa. Prima di questi studi altri studiosi hanno invece datato l'opera tra il 1500 e il 1510.
La Morte dell'avaro è conosciuta da quando era in una collezione privata inglese, forse nei pressi di Arundel nel Sussex, da dove venne acquistata nel 1926 da un anonimo collezionista londinese. Passata attraverso altre collezioni private, venne venduta nel 1951 a Samuel H. Kress, che l'anno successivo la donò al museo statunitense.
Dell'opera esiste un disegno preparatorio al Louvre.

## Descrizione e stile
Il trittico originale doveva essere composto dalla Nave dei folli a sinistra con l'Allegoria dei piaceri nella parte inferiore e la Morte di un avaro a destra. Ignota è la pala centrale, se esisteva (potrebbe anche essere stato un dittico), mentre il Venditore ambulante si doveva trovare sul retro dello sportello sinistro, tagliato nel senso della lunghezza per ricavarne due tavole.
La Morte di un avaro è una condanna dell'Avarizia, mentre il pannello sinistro è stato letto come condanna della Gola; è probabile quindi che il pannello centrale ospitasse rappresentazioni degli altri vizi capitali. Il tema si rifà al trattato quattrocentesco dell'Ars moriendi. In una stanza, dipinta con una prospettiva grandangolare che ricorda i Primitivi fiamminghi, un anziano piuttosto magro, l'avaro, sta per essere visitato dalla morte, che si affaccia dall'uscio, impugnando già una freccia che mira all'uomo. Nel momento estremo è confortato da un angelo che gli indica la via della Salvezza, il crocifisso che emana un raggio dalla finestra, mentre un diavolo lo tenta offrendogli un sacco di monete d'oro.
Ai piedi del letto un altro personaggio, che fa scorrere un rosario, riempie d'oro una borsa in una cassa, retta da un secondo diavolo, mentre altri demoni si contorcono sotto la cassa-forziere (uno brandisce una lettera con sigillo rosso, forse una lettera di indulgenza o un documento che fa riferimento ad attività mercenarie dell'avaro), uno si affaccia dal parapetto in primo piano e un sesto spia dall'alto del baldacchino. Quest'ultimo tiene in spalla una lanterna che non fa luce, in contrapposizione alla luce vera emessa da Cristo.
Di incerto significato sono infine le armi e i pezzi di armatura in primo piano.